# Józef Trojanowski
Józef Stefan Trojanowski (ur. 3 sierpnia 1923 w Krakowie, zm. 2 sierpnia 1946 w Świnoujściu) – absolwent prawa UJ, prezes Bratniej Pomocy Studentów UJ

## Życiorys
Józef Trojanowski wiosną 1942 roku zdał maturę na tajnych kompletach i rozpoczął studia na wydziale prawa. Do końca wojny pełnił funkcję kierownika początkowo kompletów prawa, a potem wszystkich tajnych kompletów na Uniwersytecie Jagiellońskim. Gdy w grudniu 1942 roku wznowiono działalność Bratniej Pomocy został jej prezesem. Funkcję tę pełnił do 1945 roku. Po wyzwoleniu został pierwszym prezesem Bratniej Pomocy Studentów UJ.
Zginął tragicznie 2 sierpnia 1946 roku w Świnoujściu próbując ratować tonącego. Zwłoki sprowadzono do Krakowa i pochowano na cmentarzu Rakowickim w Krakowie.

## Upamiętnienie
Podczas walnego zgromadzenia członków Bratniej Pomocy, które odbyło się 15 maja 1947 roku na dziedzińcu Biblioteki Jagiellońskiej (Collegium Maius) Józefowi Trojanowskiemu przyznano pośmiertnie odznaczenie "bene meritus". Zgodnie ze statutem BP było ono przyznawane członkom BP, którzy podczas pełnienia funkcji szczególnie się zasłużyli dla organizacji.
27 września 2002 roku z inicjatywy Stowarzyszenia Ne Cedat Academia na ścianie budynku przy ul Podwale 2 umieszczono pamiątkową tablicę. Umieszczono na niej tekst : "Podczas okupacji hitlerowskiej w tym budynku miała siedzibę Bratnia Pomoc Studentów Uniwersytetu Jagiellońskiego pod przywództwem Józefa Trojanowskiego (1923-1946) Bratniak współdziałał z władzami UJ w organizacji konspiracyjnego nauczania. Tutaj odbywały się pierwsze tajne komplety polonistyczne (27.IV.1942) i prawnicze (16.X.1942). Podziemne nauczanie uniwersyteckie objęło ponad 1000 studentów wszystkich wydziałów UJ. Jednym z nich był Karol Wojtyła, obecny Papież Jan Paweł II. Tablice tę położono w dniu święta Polskiego Państwa Podziemnego dla uczczenia Profesorów i Studentów Tajnego Uniwersytetu Jagiellońskiego w 60-tą rocznicę wznowienia przez nich pracy tworzącej zręby Niepodległości. 27.IV.1942 - 27.IX.2002".